# 光滑匹菊
光滑匹菊（学名：Tanacetum arrasanicum）为菊科菊蒿属的植物。分布在塔吉克斯坦帕米尔地区以及中国大陆的新疆等地，生长于海拔3,200米至3,800米的地区，一般生于山坡，目前尚未由人工引种栽培。